# N-acetylglukosamin
N-acetylglukosamin (N-acetyl-D-glukosamin eller 2-Acetamido-2-deoxyglucose ofte forkortet GlcNAc eller NAG, en N-acetylglucosamin) er et monosakkarid afledt af glukose. 

## Biokemi
O-bundet N-acetylglukosamin er en del af kulhydratdelen af mange glycoproteiner indbefattet proteinkinaser, fosfataser, transkriptionsfaktorer, metaboliske enzymer, chaperoner og proteiner i cytoskelettet.. 
I bakterier indgår stoffet, sammen med N-acetylmuraminsyre og korte peptider, i cellevæggens peptidoglycan.
I insekter og krebsdyr indgår GlcNAc i polymeren kitin, der er den primære komponent i dyrenes exoskelet.
GlcNAc kan også fungere som neurotransmitter.
Lectinet WGA, wheat germ agglutinin binder til N-acetylglukosamin.

## Anvendelse
N-acetyl glucosamine indtages ved slidgigt og inflammatoriske tarmsygdomme (IBD) som Colitis ulcerosa og Crohns sygdom selvom der ikke er tilstrækkelige beviser for gavnlige virkninger.

## Eksterne links
1. ↑  NAG N-ACETYL-D-GLUCOSAMINE. Protein Data Bank
2. ↑  Role of protein O-linked N-acetyl-glucosamine in mediating cell function and survival in the cardiovascular system. Cardiovascular Research 2007
3. ↑  N-ACETYL GLUCOSAMINE. MDWeb